# Pomladni veter
Pomladni veter je slovenski romantični film iz leta 1974 v režiji in po scenariju Rajka Ranfla. Katja se ob poziranju študentom likovne akademije zaljubi v Petra, ki ga poskuša z več spletkami narediti ljubosumnega.

## Igralci
- Ivo Ban kot grbavec
- Polde Bibič kot pijanec
- Demeter Bitenc
- Marija Gombač kot Mirjana
- Marjeta Gregorač kot Oka
- Judita Hahn kot zdravnica
- Janez Hočevar - Rifle kot Bobi
- Vladimir Jurc kot hipi
- Nika Juvan kot teta Rozi
- Jure Kavšek kot Mito
- Boris Kralj kot profesor
- Franc Markovčič kot Janez
- Bojan Maroševič
- Jože Mraz
- Mira Nikolić kot Katja
- Manica Pačnik
- Marinko Šebez kot Peter
- Marko Simčič kot Mak
- Neža Simčič kot dekle
- Božo Šprajc kot dajavec
- Marina Urbanc kot dekle
- Polona Vetrih
- Alenka Zdešar
- Peter Zobec